# クルディーガ
クルディーガ（ラトビア語: Kuldīga）は、ラトビア共和国西部の町。クルディーガ州の州都。町はヴェンタ川と小さな支流のアレクシュピーテ川の合流点にあり、町の東側にはヨーロッパで最も幅が広い滝であるヴェンタ滝がある。
13世紀はドイツ騎士団領として知られ、1368年にハンザ同盟に加盟。17世紀には、イェルガヴァとともにクールラント公国の首都となる。ドイツ語でGoldingen（ゴールディンゲン、「黄金のマーケット」）というように繁栄の時代を迎えた。

## 世界遺産
東ヨーロッパの多くの都市とは異なり、旧市街は20世紀の戦争と近代的な都市開発でほぼ損害を受けなかったため、伝統的な町並みはよく保存されている。また、ヴェンタ滝の存在により貿易の拠点にも発展してきて、職人が多く集まっていた。旧市街は2023年に国際連合教育科学文化機関 (UNESCO) の世界遺産リストに登録された。

### 登録基準
この世界遺産は世界遺産登録基準のうち、以下の条件を満たし、登録された（以下の基準は世界遺産センター公表の登録基準からの翻訳、引用である）。
- (5) ある文化（または複数の文化）を代表する伝統的集落、あるいは陸上ないし海上利用の際立った例。もしくは特に不可逆的な変化の中で存続が危ぶまれている人と環境の関わりあいの際立った例。